# Asedio de Santiago de Cuba
El asedio de Santiago de Cuba, también conocido como el cerco de Santiago de Cuba,  fue la última operación principal de la guerra hispano-estadounidense en la isla de Cuba y se llevó a cabo entre el 3 y el 16 de julio de 1898. Esta acción no se debe confundir con la batalla naval de Santiago de Cuba.

## Antecedentes
El objetivo principal de los estadounidenses en Cuba había sido la captura de la ciudad de Santiago de Cuba. Las fuerzas estadounidenses habían hecho retroceder a la primera línea de defensa española en la batalla de Las Guásimas. El general Arsenio Linares sacó a sus tropas de vuelta a la línea principal de defensa contra Santiago a lo largo de las colinas de San Juan. Tras una encarnizada batalla que duró todo un día y en la que los estadounidenses perdieron cerca de 2000 hombres, la colina fue capturada por las fuerzas de la US Army. Asimismo, la destrucción de la flota española en la batalla naval de Santiago de Cuba permitió a los norteamericanos bloquear Santiago también por mar.

## Asedio
El asedio comenzó el 3 de julio de 1898, por 18 000 soldados estadounidenses comandados por el general William Shafter. El general Arsenio Linares había sido gravemente herido en la batalla de San Juan y fue reemplazado por el general José Toral. Toral poseía en aquel momento una fuerza de 13 500 hombres por lo que pudo resistir los primeros embates de los estadounidenses, quienes sabían que se arriesgaban a sufrir muchas bajas en un asalto frontal. Las fuerzas estadounidenses rodearon Santiago, aunque con una línea muy fina, hasta el punto de que Shafter pensó en retirarse cinco millas de la ciudad por temor a un contraataque español (había perdido el diez por ciento de sus tropas en las batallas de El Caney y San Juan), pero la situación de los españoles era desastrosa a pesar de su magnífica actuación en San Juan, por lo que pudo continuar el cerco a la ciudad. Los rebeldes cubanos tuvieron un papel importante en el asedio ya que cortaron los suministros de alimentos y de agua a la ciudad, lo que aceleró la caída de la misma.
Los estadounidenses por su parte, machacaron las murallas de la ciudad con ametralladoras Gatling, causando muchas bajas a los españoles. El 16 de julio, Toral rindió la ciudad a Shafter, poniendo de esta manera fin a la campaña en Cuba.

## Consecuencias
Los españoles sufrieron 2000 muertos y heridos y 11 500 prisioneros. Los estadounidenses sufrieron 1614 bajas.